# Nicolaas van Myra
Nicolaas van Myra (Patara, ca. 270 – Myra, 6 december ca. 335–337) was in het begin van de 4e eeuw bisschop te Myra, de toenmalige hoofdplaats van Lycië in het zuidwesten van Klein-Azië, een gebied in het zuidwesten van het huidige Turkije en een toenmalige Romeinse provincie in oudere geschriften ook bekend als Lukka. Hij wordt ook wel Sint-Nicolaas, Nicolaas van Bari of Nicolaas van Patara genoemd.
Nicolaas kwam uit een rijke familie van Griekse afkomst. Hij was al tijdens zijn leven een bekendheid en erg geliefd. Om die reden werden zijn botten bewaard in een ter ere van hem gebouwde kerk, iets buiten de stad Myra. In het jaar 550 werd hij heilig verklaard door de Orthodoxe Kerk. De kerk boven zijn graf werd een basiliek, en is in de 6e en de 8e of 9e eeuw gemoderniseerd. In de 11e eeuw werden wandschilderingen aangebracht die gebeurtenissen uit zijn leven afbeelden. Tussen de 6e en de 12e eeuw werd zijn bekendheid verder vergroot dankzij pelgrimstochten naar Myra. In 1087 werden de beenderen van Nicolaas door edelmannen uit Venetië meegenomen uit angst dat de islamitische Seltsjoeken ze zouden vernietigen. De beenderen gingen grotendeels naar het Italiaanse Bari. Voor zijn relieken werd een eigen basiliek gebouwd. Al snel kreeg de Nicolaas-verering in Europa een sterke impuls en gingen pelgrims massaal naar Bari.
Nicolaas werd als heilige toegevoegd aan de heiligenkalender van de Rooms-Katholieke Kerk. Na de 11e eeuw werd Sint-Nicolaas de hoofdpersoon in tal van legenden, bijvoorbeeld in de Legenda aurea, een van de meest gelezen en gebruikte boeken uit de late middeleeuwen. In Oost-Europa is Nicolaas van Myra tot op heden een belangrijke heilige, in West-Europa groeide zijn verering met name in de tijd van de Reformatie uit tot een volksfolklore rondom zijn sterfdag. Belangrijke elementen van het Sinterklaasfeest gaan op hem terug.

## Leven

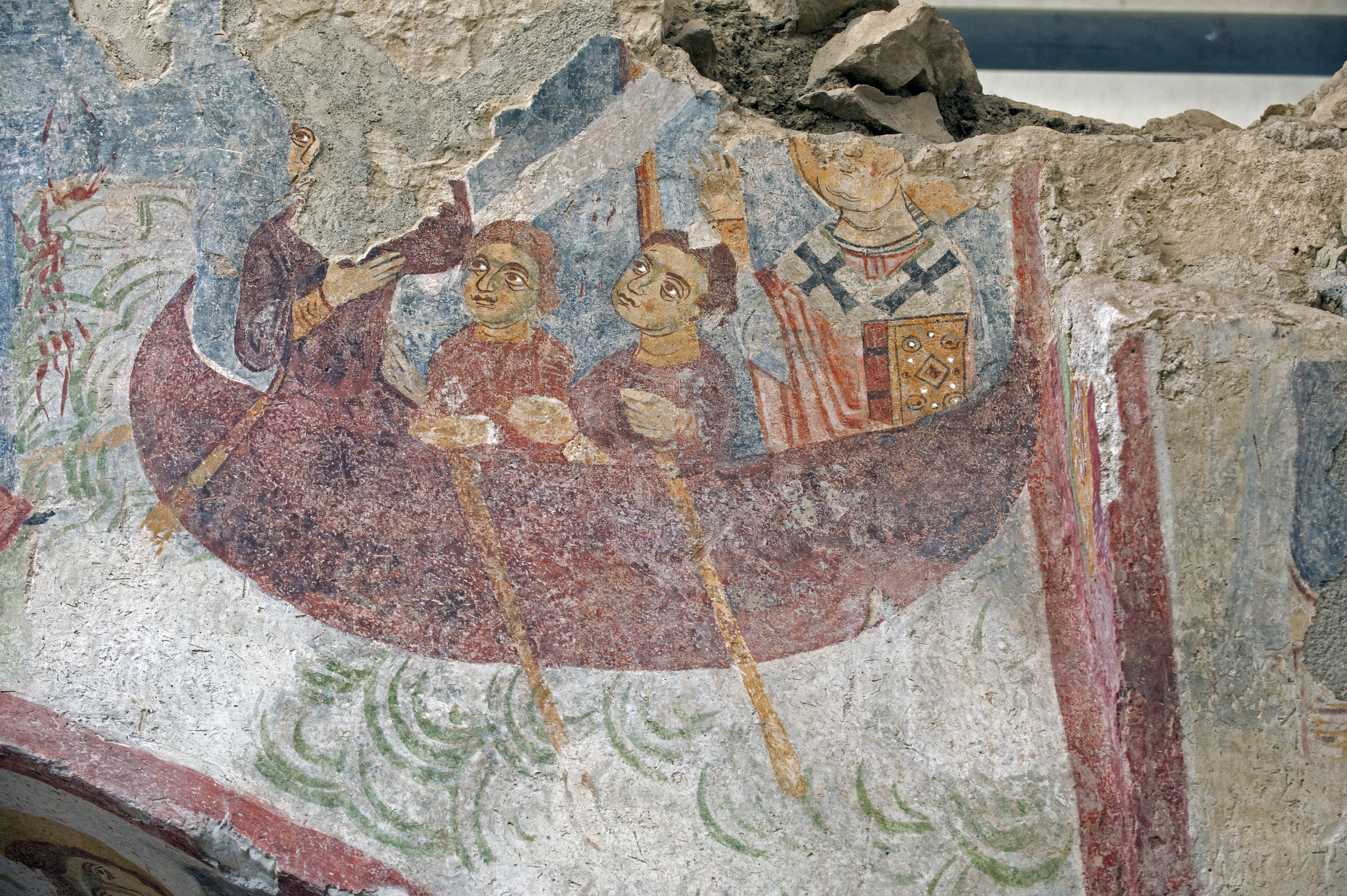
Fresco met legendarische gebeurtenis, 12e eeuw. Sint Nicolaas kerk in Demre

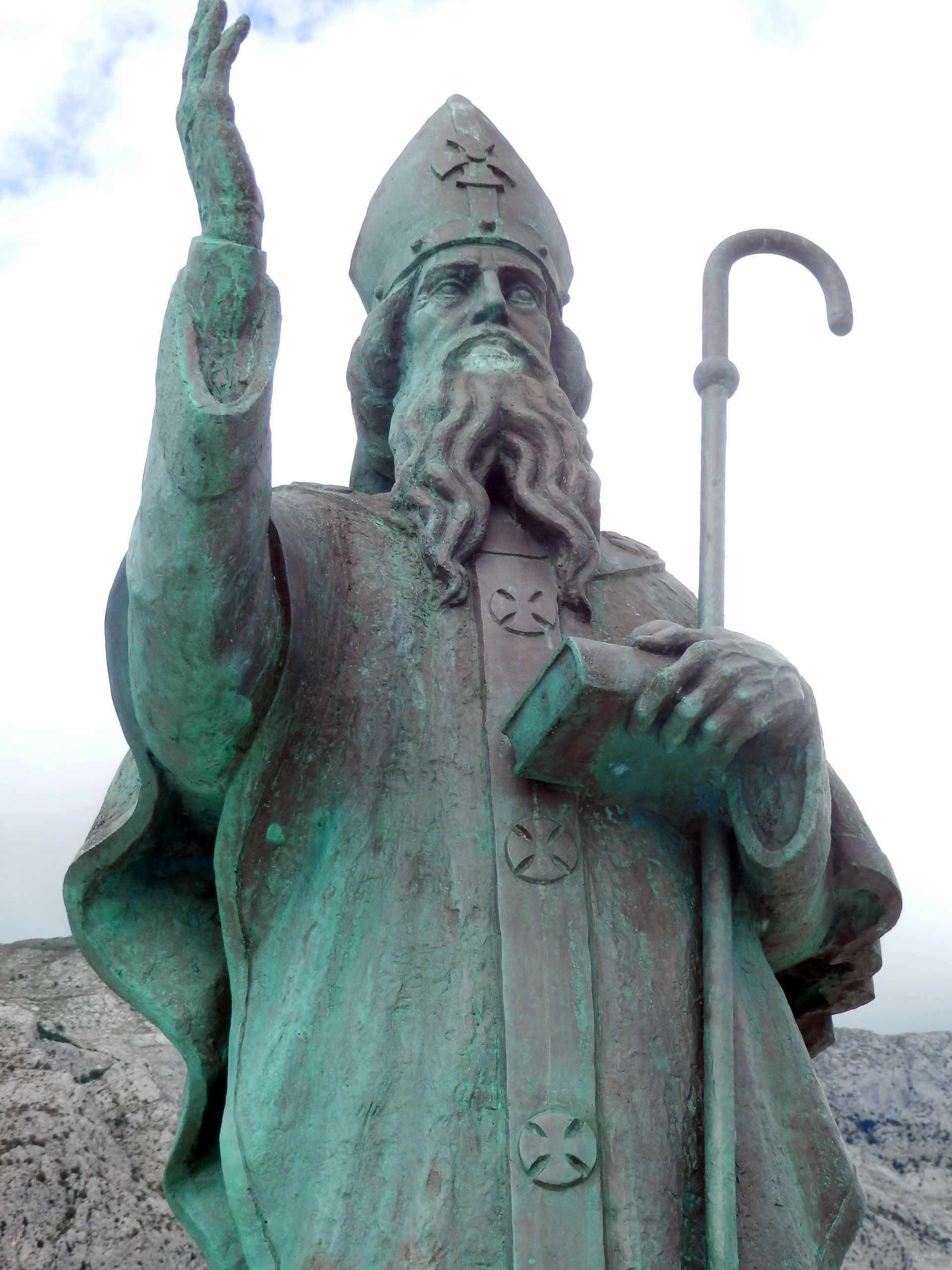
Beeld van Sint-Nicolaas in Baška Voda.

De informatie die over het leven van de heilige Nicolaas beschikbaar is, is hoogstwaarschijnlijk eerst mondeling overgeleverd en in een later stadium op schrift gesteld. Ze komt uit de verschillende levensverhalen. Historisch bewijs over het leven van Nicolaas van Myra bestaat vooral uit bronnen na zijn overlijden. De mogelijk oudste bron is de zogenaamde Praxis de Stratelatis, een anoniem Grieks verslag dat ergens tussen de vijfde en zesde eeuw is gedateerd met daarin het verhaal dat Nicolaas drie onschuldige officieren van de executie redt. Uit de 8e eeuw dateert de oudste en eerste "complete" levensbeschrijving, een vita van Michaël de Archimandriet. Uit deze bron komt de informatie dat Nicolaas in Patara, niet ver van Myra – het huidige Demre – in Klein-Azië werd geboren. Volgens de Vita Compilata, een andere belangrijke vita, was hij enig kind van welgestelde, zeer gelovige ouders.

### Nicolaas als jonge man
Het was al snel duidelijk dat Nicolaas – vernoemd naar zijn oom, die bisschop was in een naburige gemeente en met wie hij vaak verward wordt – zijn leven aan de dienst van God zou gaan wijden. 
Volgens de Vita per Metaphrasten van de heilige Simeon de Logotheet was Nicolaas een goede leerling, ging hij met regelmaat naar de kerk en was hij – waar nodig – behulpzaam. Al op negentienjarige leeftijd werd Nicolaas door zijn oom tot priester gewijd en legde hij de kloostergeloften af. Zijn oom sprak de verwachting uit dat Nicolaas zelf óók bisschop zou worden en een leven van verlichting zou leiden. Door zijn strenge discipline inzake de vasten, zijn goede wil en zijn gebeden voor iedereen was hij een voorbeeld voor anderen. Toen zijn oom een reis maakte naar Jeruzalem werd de jonge Nicolaas benoemd tot gevolmachtigde in zijn klooster Nieuw Zion. Volgens de overlevering bestuurde hij het klooster zó goed dat het leek alsof de bisschop zelf aanwezig was. Tijdens de christenvervolging onder keizer Diocletianus moet Nicolaas rond het jaar 310 gevangengenomen zijn en gefolterd.
Volgens dezelfde Simeon de Logotheet heeft de heilige meermaals het Heilige Land bezocht, en vatte hij telkens het plan op om er meerdere weken te verblijven, maar een "engel des Heeren beval hem om huiswaarts te keren". Dit betekende dat zijn parochie in gevaar was en hij zijn bovenmenselijke krachten aldaar moest gebruiken. Eens probeerde bij zo'n gelegenheid een zeeman hem te bedriegen, maar Nicolaas verijdelde dat plan, en sprak streng: "Probeer nu nooit meer iemand te bedriegen. Vaar naar huis, en mijn zegen zal je vergezellen." Vandaar staat hij bekend als vergevingsgezind.
Gedurende zijn leven zou Nicolaas vele malen de bevolking tegen demonen hebben beschermd. Een voorbeeld hiervan is de vernietiging van de Artemistempel in Myra. In de Vita per Michaëlem geeft Nicolaas de opdracht om de tempel ter ere van Artemis te laten afbreken.

### Nicolaas als bisschop
In 325 zou hij als bisschop deelgenomen hebben aan het concilie van Nicaea. De voornaamste aanleiding tot het bijeenroepen van het concilie was de onrust ontstaan door de leer verspreid door Arius. Nicolaas, een fervent tegenstander van Arius, zou deze laatste een klap in het gezicht hebben gegeven tijdens het concilie. De legende vertelt vervolgens hoe Nicolaas na deze daad in de gevangenis werd gezet om daar af te koelen. 's Nachts verschijnen Maria en Jezus aan hem en herstellen zijn bisschoppelijke waardigheid. Maria geeft hem zijn pallium terug en Christus overhandigt hem de Bijbel, Gods Woord. Gedurende de verdere duur van het concilie werd er bij grote vraagstukken beslist volgens de mening van Nicolaas. Hoewel de gebeurtenissen van het concilie van Nicea goed gedocumenteerd zijn, wordt er in de concilieverslagen helemaal geen melding gemaakt van dit incident. Historisch is er veel gespeculeerd of Nicolaas nu wel of geen conciliedeelnemer was. Zijn naam wordt niet vermeld op een van de oudste lijsten van de aanwezige bisschoppen. Wel staat zijn naam op een lijst van Theodorus Lector, die opgesteld is rond 515 en enige andere lijsten uit de 7e en 8e eeuw. Theodorus vermeldt ene 'Nikolaos van Myra in Lycië'. Er zijn ongeveer twintig deelnemerslijsten bekend; op tien van deze lijsten ontbreekt Nicolaas' naam. Gebleken is echter dat deze lijsten onvolledig zijn. Vaak bevatten ze niet meer dan 200 namen van bisschoppen, terwijl er minstens 300 deelnemers waren.

### Zijn dood

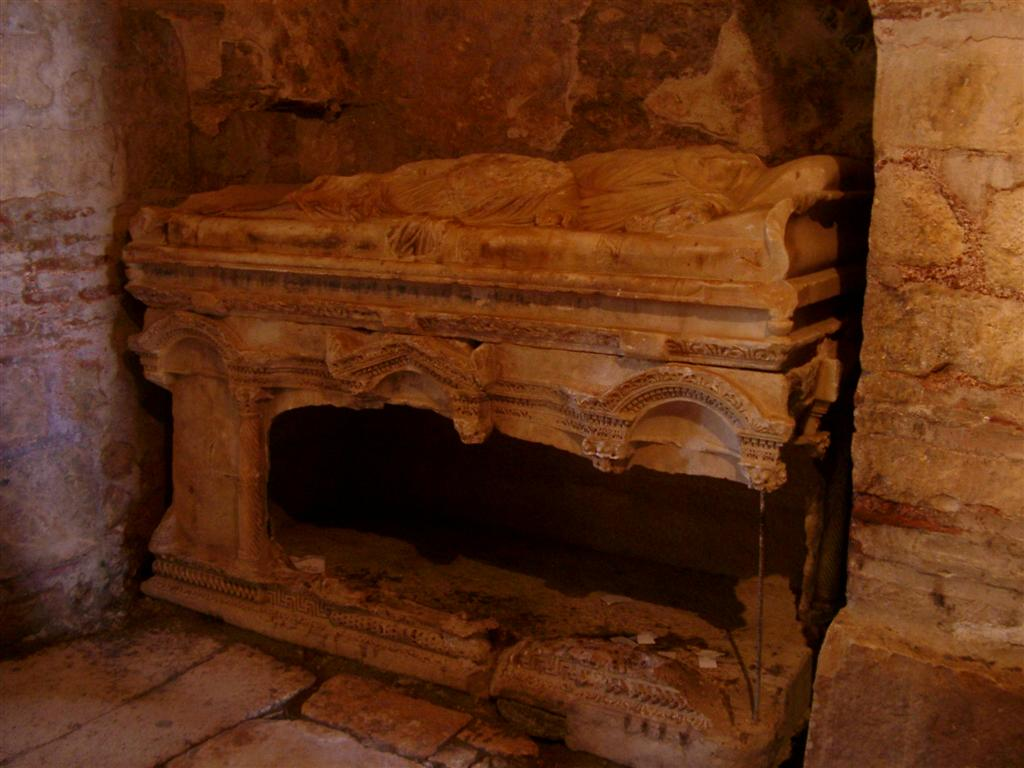
Het geroofde graf van Nicolaas in Myra.

Nicolaas stierf op 6 december tussen 335 en 337 na Christus op een voor die tijd hoge leeftijd, waarschijnlijk van ouderdom. In 1953 en in 1957 werden de beenderen uit zijn graf in Bari onderzocht. Hij moet ongeveer 1,67 meter lang zijn geweest en aan chronische artritis hebben geleden aan zijn bekken. Op grond van de beenderen en de schedel is op National Geographic een model gemaakt van het gezicht van Nicolaas.
Hij werd buiten de stad Myra begraven, waar een ruïne van de herbouwde basiliek nog steeds te bezichtigen is. Uit beschrijvingen van de 6e eeuw blijkt dat de cultus rond Nicolaas al stevig verankerd was. In 1087 werd het grootste deel van zijn botten overgebracht naar Bari en andere plaatsen.

## Bijzondere gebeurtenissen
Nicolaas werd al snel na zijn dood vereerd, maar er zijn geen geschriften van tijdgenoten overgeleverd. Mogelijk zijn bestaande geschriften verloren gegaan bij de bibliotheekbranden in het voormalige Byzantijnse Rijk of anderszins. In de eerdere geschriften ligt de nadruk op bijzondere gebeurtenissen uit het leven van Nicolaas. Vooral na de 12e eeuw verschijnen er verhalen over zijn goede daden en wonderen.

### De drie veldheren

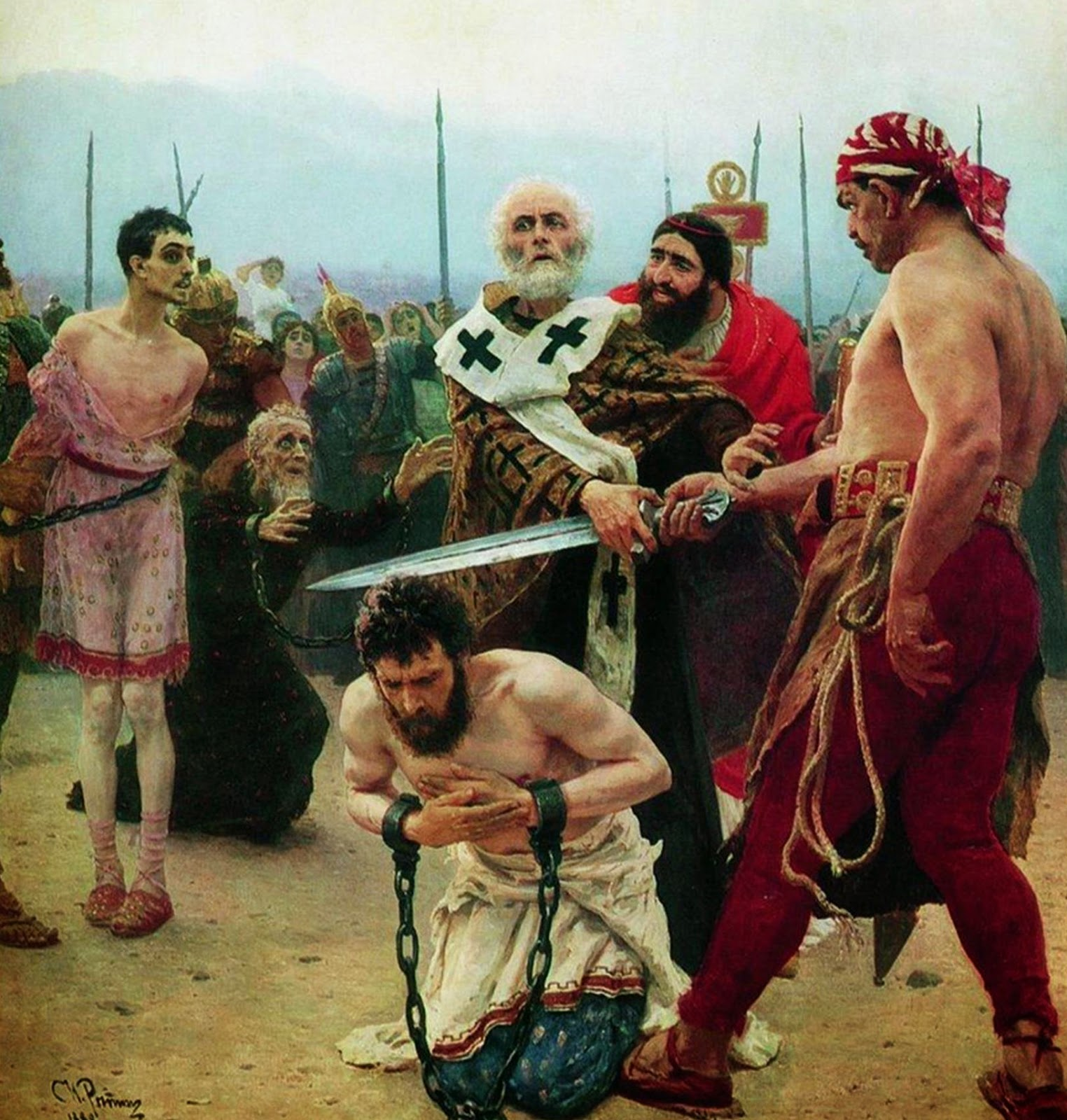
Nicolaas redt drie onschuldige soldaten van een executie.(Ilja Repin, 1888)

De oudste vermelding van Nicolaas is afkomstig van het handschrift uit de 5e eeuw onder de naam Praxis de Stratelatis. Nicolaas nodigt drie Oost-Romeinse legeraanvoerders uit in Myra. Zij zijn getuige hoe de bisschop drie onschuldig ter dood veroordeelde mensen van de executie redt. Terug in Constantinopel worden de veldheren het slachtoffer van een intrige en zelf ter dood veroordeeld. In de kerker bidden ze om de hulp van Nicolaas, die daarop in de droom van de keizer verschijnt en hem voor de gevolgen van de executie van de onschuldigen waarschuwt. De keizer stelt de legeraanvoerders daarop in vrijheid.

### De arme man en zijn drie dochters

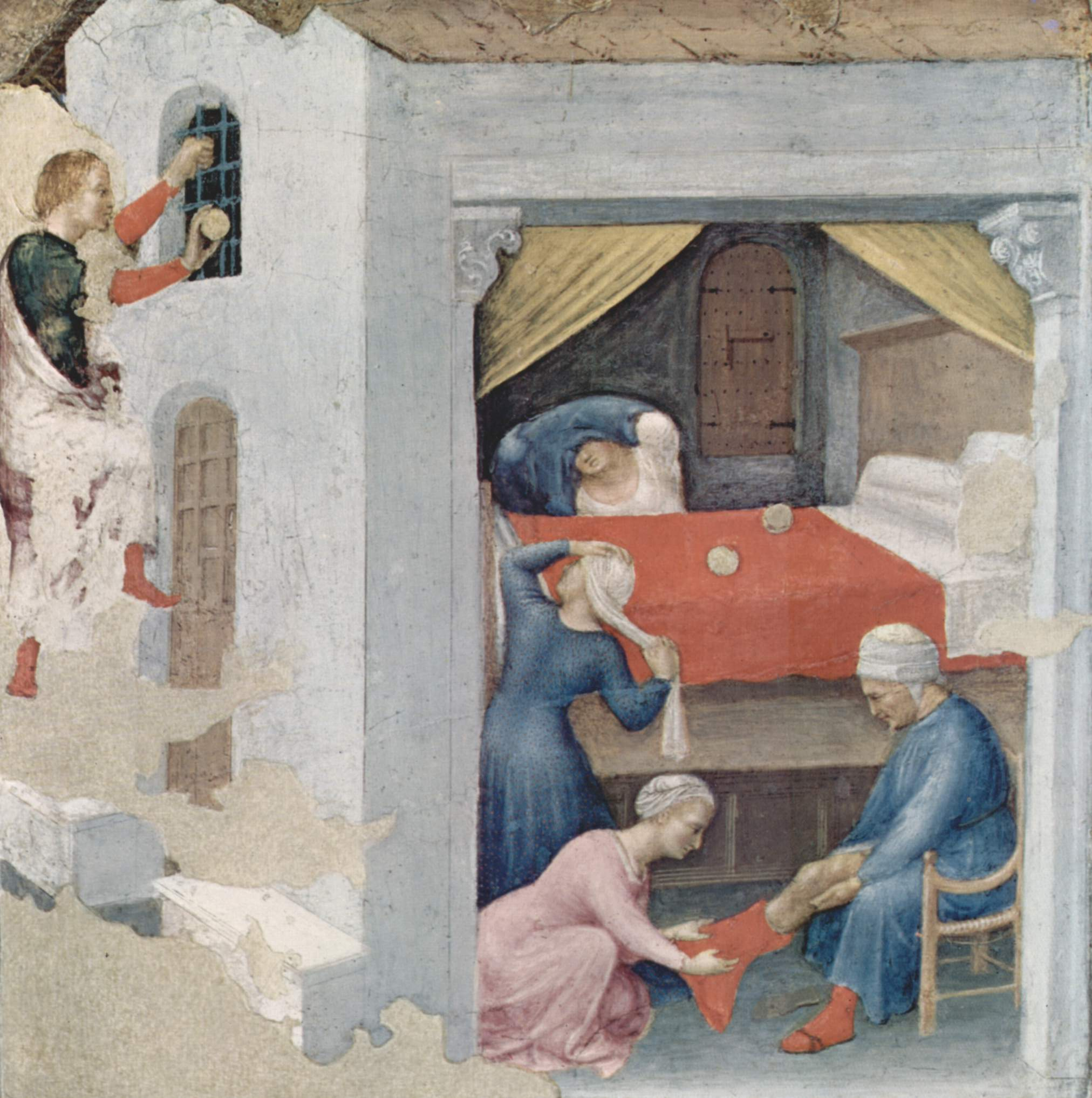
Nicolaas gooit gouden ballen in de kamer van de drie zussen die als prosituee moeten werken. (Gentile da Fabriano, ca 1425)

Dit verhaal komt terug in meerdere beschrijvingen. Het meest uitvoerig stamt het uit de vita van Michaël de Archimandriet. Het gaat over een arme man, die drie dochters had. In die dagen werd van de vader verwacht dat hij de toekomstige echtgenoot iets van waarde aanbood: een bruidsschat. Hoe hoger de bruidsschat, des te groter de kans dat een jonge vrouw een goede echtgenoot zou vinden. Zonder bruidsschat was het waarschijnlijk dat de vrouw nooit zou trouwen. Vanwege de armoede van de man waren zijn dochters gedoemd in de prostitutie te werken. Echter, op drie verschillende gelegenheden viel er een buidel met gouden ducaten in het huis, een volwaardige bruidsschat voor elk van de dochters. De arme man wist in eerste instantie niet waar het geld vandaan kwam, maar hij ging op onderzoek uit. Nadat voor de derde keer het geld door zijn raam werd gegooid, ging hij achter de weldoener aan. Pas toen ontdekte hij dat het Nicolaas was die het geld door het raam gooide. Uit de legende van de geldstukken of de drie goudklompen die door het raam zouden zijn gegooid, is de traditie van het strooigoed te verklaren. Soms zijn de goudklompen weergegeven dan wel geïnterpreteerd als appels of mandarijnen. Dit verhaal verklaart ook het strooigoed en het zetten van de schoen. Drie zakjes met goud staan symbool voor Sint-Nicolaas. Ook de munten van chocolade die vaak deel uitmaken van het strooigoed gaan op dit verhaal terug.

## Latere legenden en wonderverhalen
Uit latere tijden zijn de wonderverhalen van Sint-Nicolaas, die inmiddels al in West-Europa een sterke heiligenverering kende, maar die een sterke impuls kreeg nadat de beenderen van Nicolaas in 1087 werden overgebracht naar Bari. Onderstaand volgt een greep uit de vele verhalen.

### De drie studenten

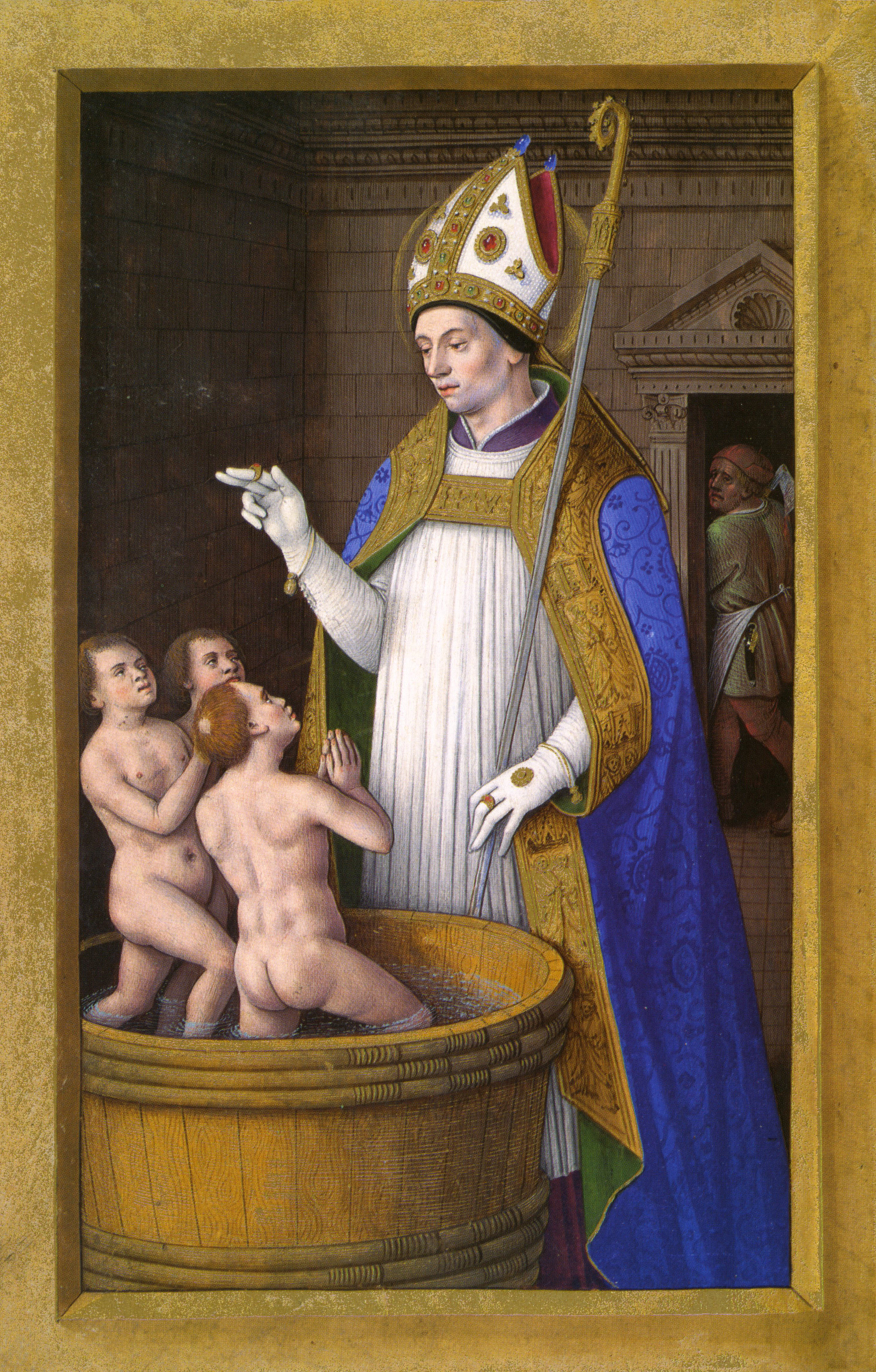
Sint-Nicolaas brengt drie kinderen tot leven. (Jean Bourdichon, circa 1502-1505)

De volgende legende vindt zijn oorsprong in een 11e-eeuws geschrift van abt Godehard van Hildesheim en is alleen bekend in West-Europa. Drie theologiestudenten vonden onderdak in een herberg. De herbergier vermoordde hen en borg het vlees van de studenten op in een ton met pekel. Enige tijd later bezocht Sint-Nicolaas dezelfde herberg, en droomde 's nachts van de misdaad die de herbergier begaan had. Nicolaas riep de herbergier en bad tot God, waarna de studenten weer tot leven werden gewekt.
In Frankrijk is er een soortgelijk verhaal, waarin drie kleine kinderen tijdens hun spel verdwaald raken en worden verleid en gevangen door een slager. Sint-Nicolaas verschijnt, bidt tot God, brengt de kinderen tot leven en geeft ze terug aan hun ouders. Sint-Nicolaas is sinds 1477 de beschermer van Lorraine na een officieel besluit van René II, hertog van Lorraine.

### Nicolaas als baby
Aan de kleine Nicolaas werden in latere legenden wonderen toegewezen. Zo kon hij direct na de geboorte rechtop in zijn badje staan, de handen ten hemel geheven, alsof hij God dankte voor het mirakel van zijn geboorte, en wilde hij op de vastendagen – woensdag en vrijdag – niet van moeders borst drinken. Deze legende vindt zijn oorsprong in de Legenda aurea.

### De hongersnood van Myra
Nicolaas vermenigvuldigde zakken graan die per schip in de haven van Myra kwamen. Hierdoor werd een hongersnood vermeden. Deze legende doet denken aan het verhaal van de wonderbare broodvermenigvuldiging door Jezus.

### Het kind in bad
Een moeder was haar kind aan het wassen. Om het water niet snel te laten afkoelen had ze de kuip op de kachel gezet. Toen ze de kerkklok hoorde luiden bedacht ze dat de nieuwe bisschop, Nicolaas, die dag ingehuldigd zou worden en ging ze snel naar de kerk. Daar aangekomen bedacht ze dat ze het kind op het vuur had laten staan en rende in paniek terug. Weer thuis zag ze dat het kind rustig in het badje zat te spelen. Nicolaas had een wonder verricht; het water was niet gaan koken en het kind had zich niet gebrand.

### De storm
Deze legende wordt soms aan Nicolaas van Myra toegedicht, maar komt uit de vita van Nicolaas van Sion, een geestelijke uit de 6e eeuw. Nicolaas werd aangeroepen door zeelieden wier schip zinkende was. Hij verscheen en bracht de storm tot bedaren. Dit verhaal vertoont overeenkomsten met het bedaren van de storm door Jezus.

### De zoon van de edelman
De zoon van een edelman was krijgsgevangen gemaakt door een heidense koning. Hij vertelde de koning over Sint-Nicolaas. De koning sprak honend dat Nicolaas de jongen niet kon bevrijden. Hierop verscheen Nicolaas in een glorie van wolken. De jongen werd bevrijd en overgedragen aan zijn vader.

## Verering na zijn dood

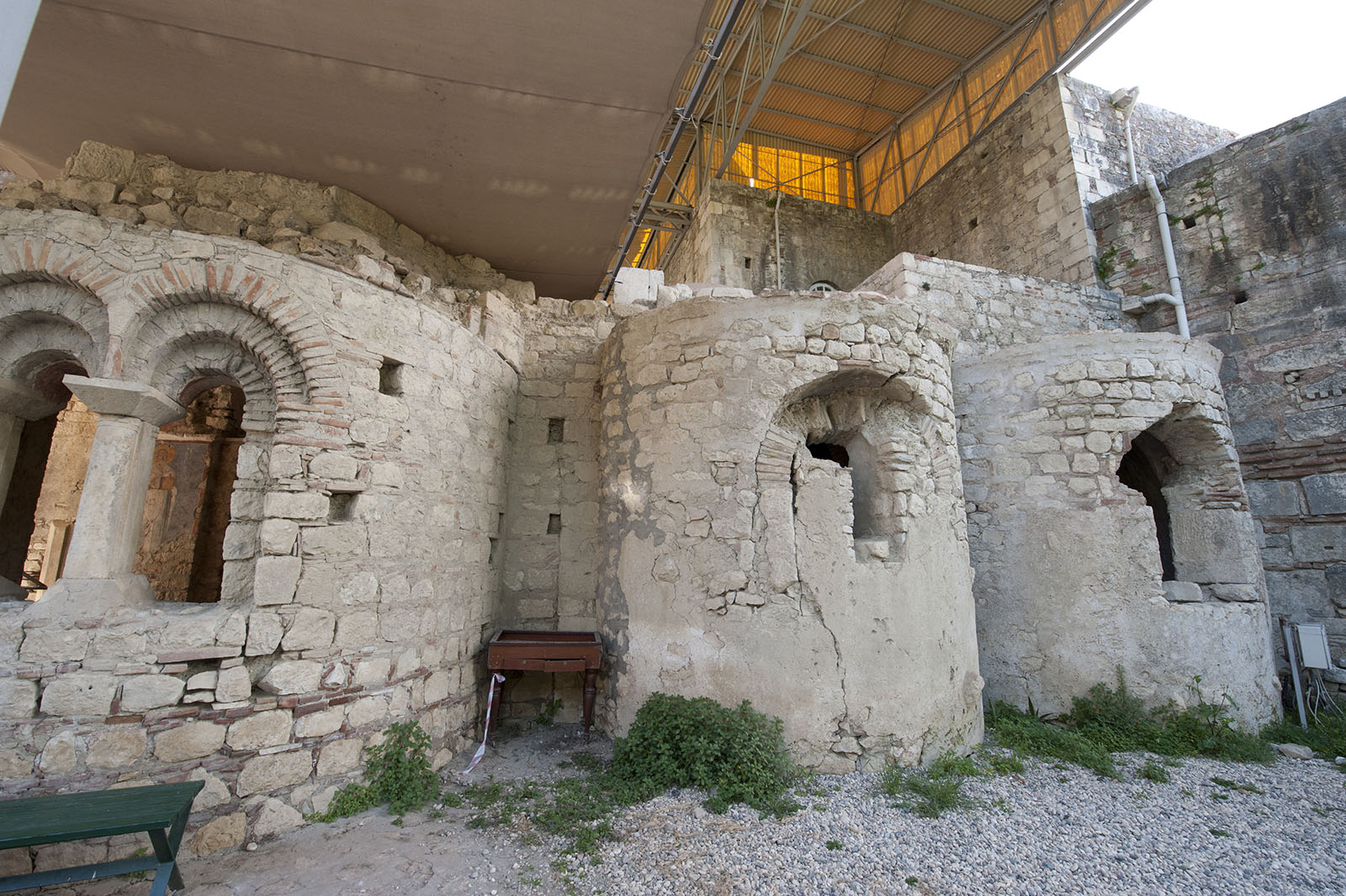
Overblijfselen van de basiliek in Myra.

Dat Nicolaas al zeer geliefd was tijdens zijn leven, blijkt alleen al uit het feit dat de naam Nicolaas weinig voorkomt voor de 4e eeuw, terwijl na het leven van Nicolaas van Myra veel ouders aan hun kinderen de naam Nicolaas gaven. Het graf van Nicolaas werd al snel een plaats voor pelgrims. In de 6e eeuw liet keizer Justinianus I er de Sint-Nicolaaskerk bouwen.

### Het graf met de beenderen in Myra
Nicolaas van Myra zou gestorven zijn op 6 december en begraven in zijn bisschopsstad Myra, nabij het huidige Demre, in het zuidwesten van Turkije. Nicolaas was zo geliefd, dat zijn beenderen zorgvuldig werden bewaard. Er werd in Myra zelfs een kerk om zijn graf gebouwd.
Het duurde nog enige tijd, tot de 6e eeuw, vóór hij heilig werd verklaard en werd vereerd in het Byzantijnse Rijk. In een van de weinige overgebleven verhalen over Nicolaas circuleerde een verhaal over het redden van drie van hoogverraad beschuldigde generaals onder keizer Constantijn. De verering ging voort in de Grieks-Orthodoxe Kerk en was bijzonder verspreid in Rusland. Na de heiligverklaring werd in Constantinopel de eerste kerk buiten Myra naar Sint-Nicolaas genoemd. De kerk in Myra werd in de 8e eeuw een basiliek.
De faam van de heilige begon zich gaandeweg ook in West-Europa meer en meer te manifesteren. Reeds in de 7e eeuw was de verering van Nicolaas uit Klein-Azië over Griekenland in Rome terechtgekomen. Het huwelijk van de Byzantijnse prinses Theophanu met keizer Otto II zorgde in de 10e en 11e eeuw voor een verdere verspreiding naar het noorden.

### Overbrenging van de beenderen naar Bari

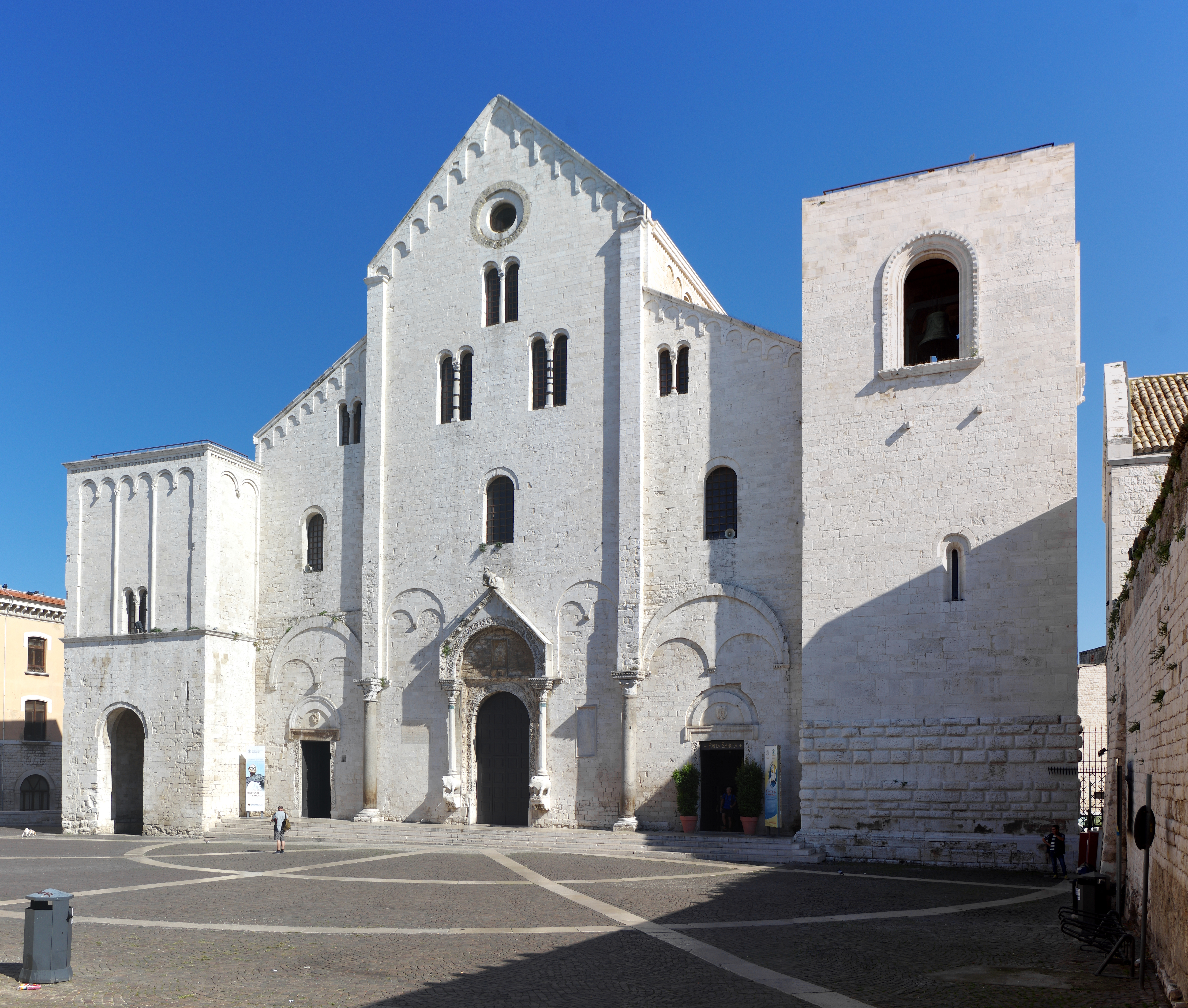
Sint-Nicolaasbasiliek in Bari.

Na de slag bij Manzikert in 1071 viel Myra in handen van de islamitische Seltsjoeken en begonnen de Grieken in de hiel van Italië zich zorgen te maken over de relieken van de populaire heilige. In 1087 landde een groep kooplieden in Myra om de beenderen al dan niet te ontvreemden en over te brengen naar Bari. Hun terugkomst op 9 mei werd het feest van de translatie. Twee jaar later kon paus Urbanus II een speciaal gebouwde kerk inwijden, de Basiliek van Sint-Nicolaas. Mede doordat Bari geliefd was bij veel pelgrims op doortocht en een belangrijke startplaats was voor de kruistochten, breidde de verering van Sint-Nicolaas zich hierna snel uit naar andere delen van Europa, zoals Spanje, Frankrijk en vervolgens Engeland, het gebied rond de Alpen, Tsjechië, het Heilige Roomse Rijk en de Nederlanden. Tegen 1200 was de verering van de heilige Nicolaas in Europa heel alomtegenwoordig geworden. In West-Europa kreeg deze verering hierna steeds meer een volks karakter, terwijl zij in Oost-Europa voor alles kerkelijk en sacraal bleef.
In de middeleeuwen ontstonden Sint-Nicolaasbroederschappen, waarvan de leden de naamdag van hun beschermheiligen vierden.
Met de hervorming van de katholieke feestkalender door het Tweede Vaticaans Concilie van 1969 werd de liturgie van de heilige Nicolaas gedegradeerd van een verplichte feestdag tot een vrijwillig te vieren gedachtenis.

### Controverse

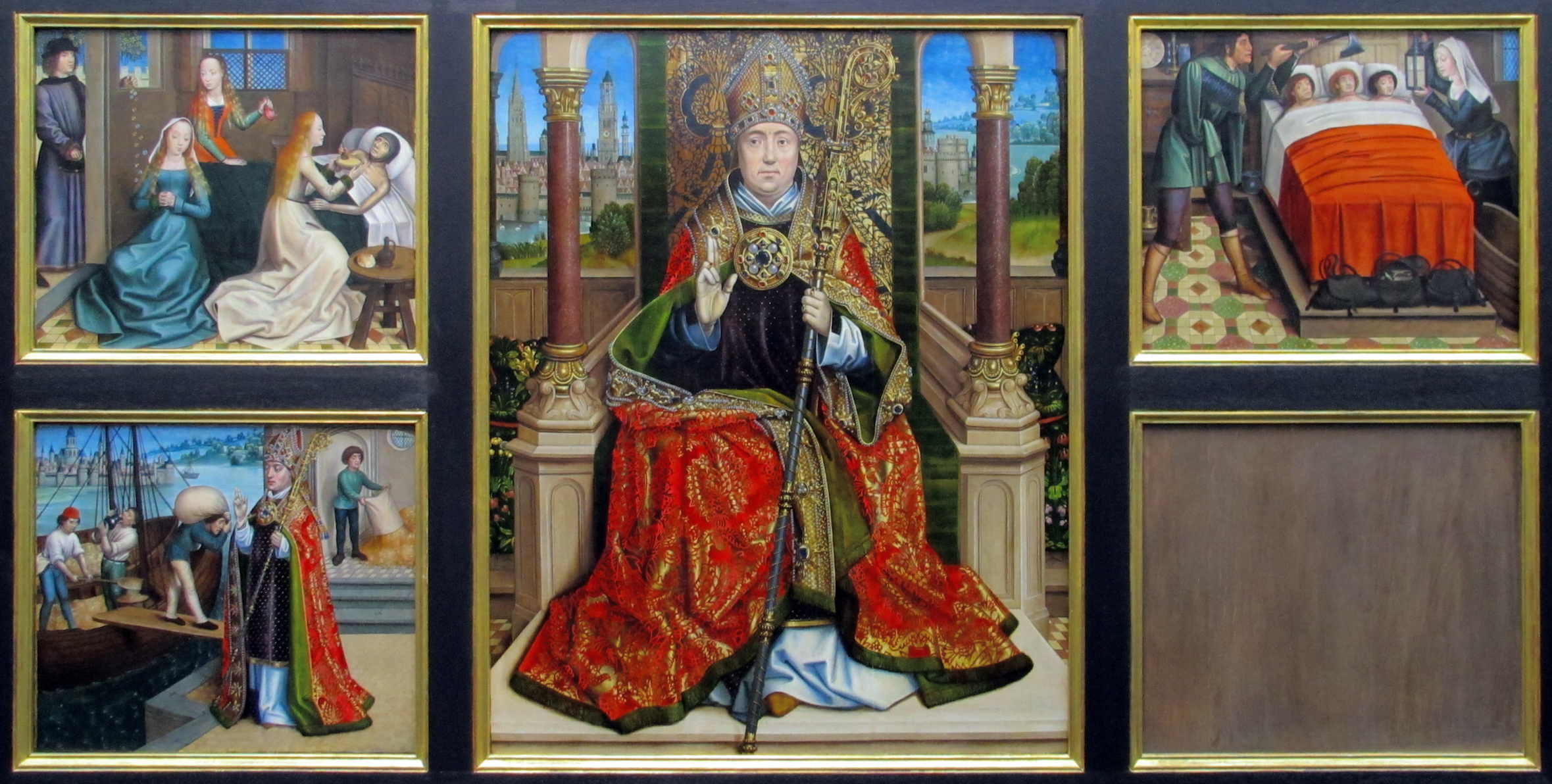
Nicolaas afgebeeld door de Meester van de Legende van de heilige Lucia, met in de achtergrond Brugge. Op de zijpanelen: de Legenda aurea, het korenwonder van Myra en de bijlmoord op drie studenten.

## Naamdag
De vermoedelijke sterfdag 6 december is Sint-Nicolaasdag, de naamdag van de heilige, geworden. Vroeger werd ook 9 mei, de dag van de translatie, gevierd.

## Beschermheilige

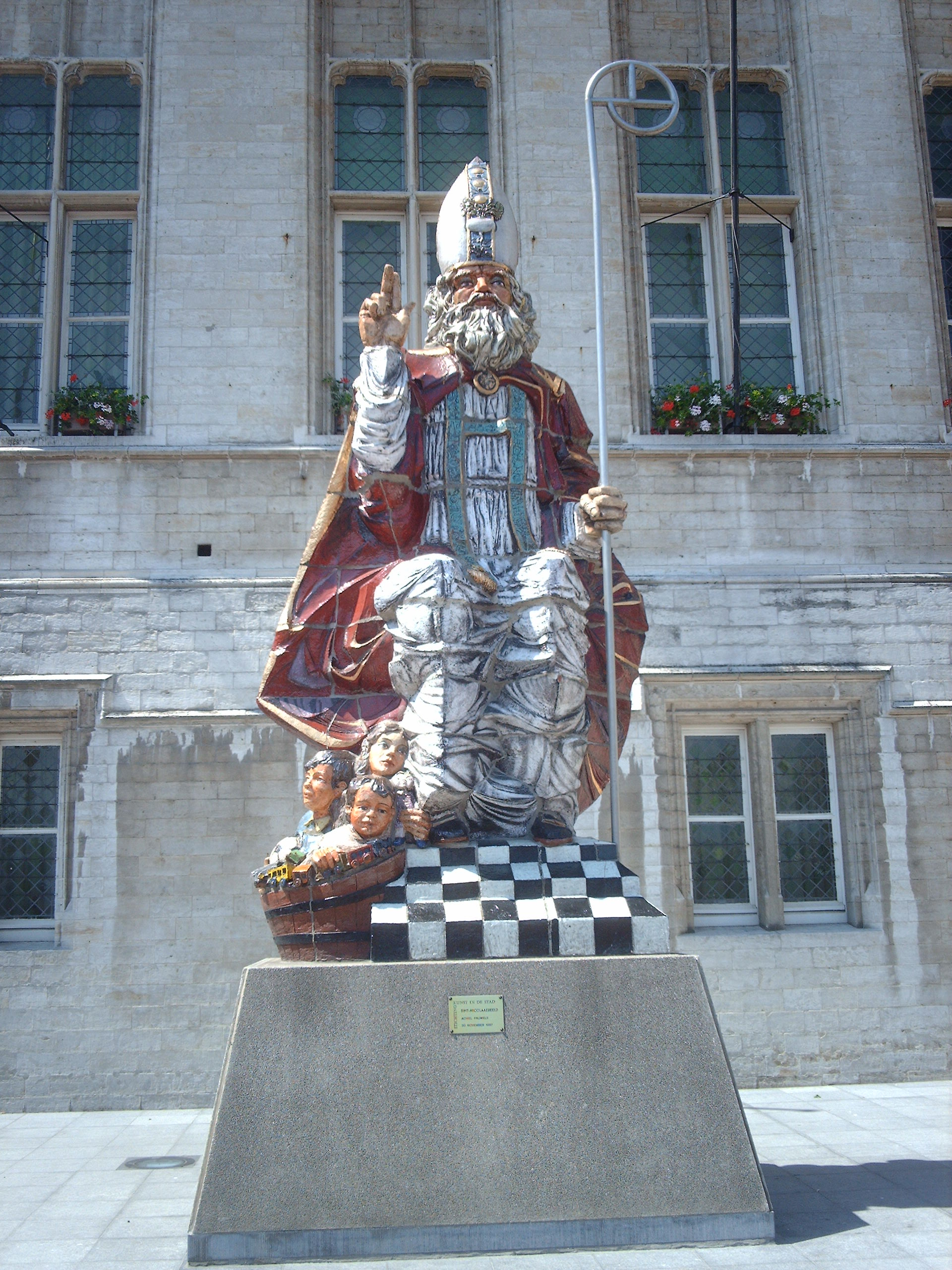
Standbeeld van Sint-Nicolaas in Sint-Niklaas.

Sint-Nicolaas is de beschermheilige van schippers, scheepsbouwers, vissers, gevangenen, onschuldig veroordeelden, advocaten, deurwaarders, bankiers, dokwerkers, graanhandelaars, kuipers, wijnhandelaars, schilders, parfumeurs, apothekers, bakkers, clerici, vrijers, maagden, kinderen, prostituees en kooplieden. Veel havensteden hebben Sint-Nicolaas als beschermheilige:
- Aberdeen
- Amsterdam
- Bari
- Sint-Niklaas
- Kampen (Overijssel)
- Murska Sobota

Sint-Nicolaas wordt in de oosters-orthodoxe kerken zeer vereerd en zijn beeltenis is op veel iconen te vinden. Hij is een van de beschermheiligen van het belangrijkste orthodoxe land, Rusland. Dit patronage ontstond op de Krim met de doop van Vladimir I. Hij huwde een prinses van het Byzantijnse hof, die de verering van Nicolaas meebracht. Na de Russische Revolutie werden meerdere ridderorden ingesteld met Nicolaas als bescherm- en naamheilige. Zie: de Orde van Sint-Nicolaas de Wonderdoener.

### Kerken en steden
In de loop van de eeuwen zijn er over de hele wereld veel kerken genoemd naar Sint-Nicolaas, ook wel de Sint-Niklaaskerk genoemd. Naast honderden kerken zijn er tientallen kathedralen en basilieken genoemd naar Nicolaas van Myra. In de kerken staan vaak beelden en schilderingen met taferelen van Nicolaas. In Vlaanderen is de stad Sint-Niklaas genoemd naar Nicolaas van Myra.

### Wapen
Als beschermheilige siert Sint-Nicolaas vele wapens van steden en kerken. Hij kent als attributen drie gouden bollen. Die verwijzen naar de legende waarin wordt verteld hoe hij drie zussen uit de armoede en schaamte heeft gered door heimelijk drie zakken met goud in hun huis te gooien.

Sint-Niklaas, België
Oosterwierum, Nederland
Hantum, Nederland
Valkenswaard, Nederland
Hijum, Nederland
Haps, Nederland
Albaching, Duitsland
Offenhausen, Duitsland
Waal, Duitsland
Mardijk, Frankrijk
Liptovský Mikuláš, Slowakije
Heythuysen, Nederland

## Afbeeldingen
In Oost-Europa wordt Nicolaas afgebeeld als een rijzige gestalte, met breed voorhoofd, ingevallen gezicht, een krullende baard en een blos op de wangen. Hij draagt een misgewaad, sakkos en omoforion met drie zwarte kruizen. In West-Europa wordt hij voorgesteld als oude man met staf, mijter, en rode mantel. Hij draagt ter herkenning vaak drie gouden ballen, appels of zakjes. Ook wordt hij wel afgebeeld met drie kinderen in een tobbe.

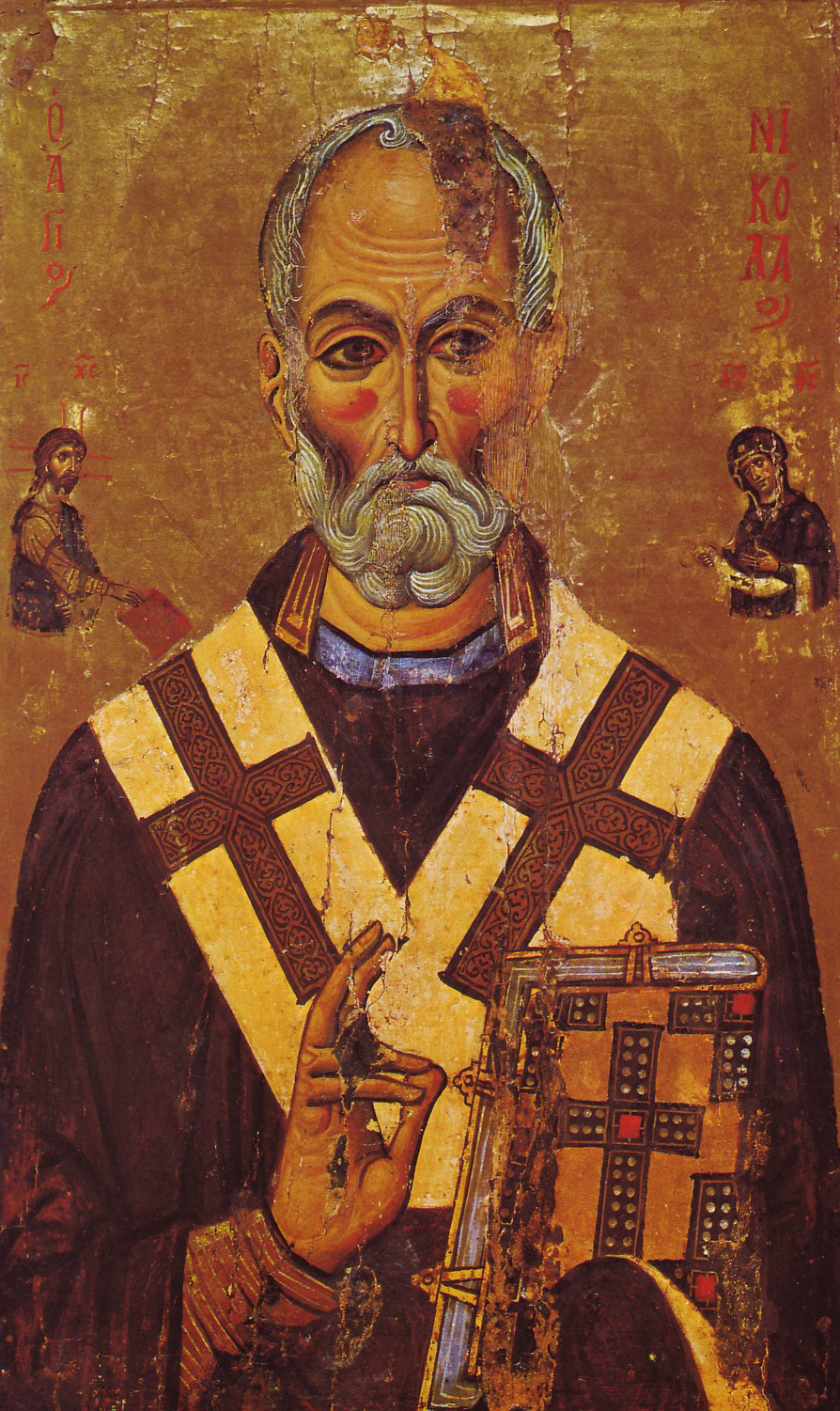
Egyptisch, 13e eeuw
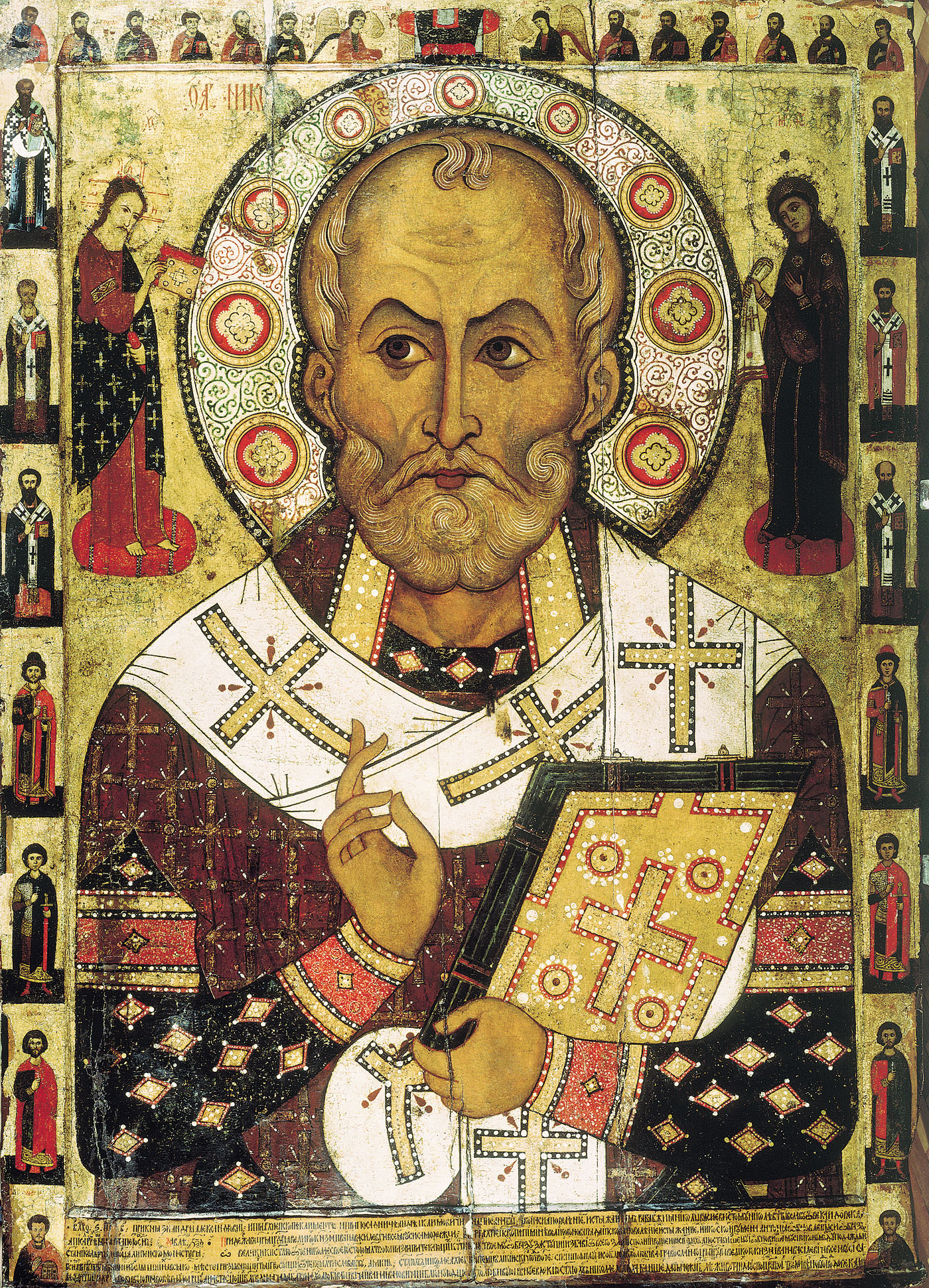
Russisch, 13e eeuw
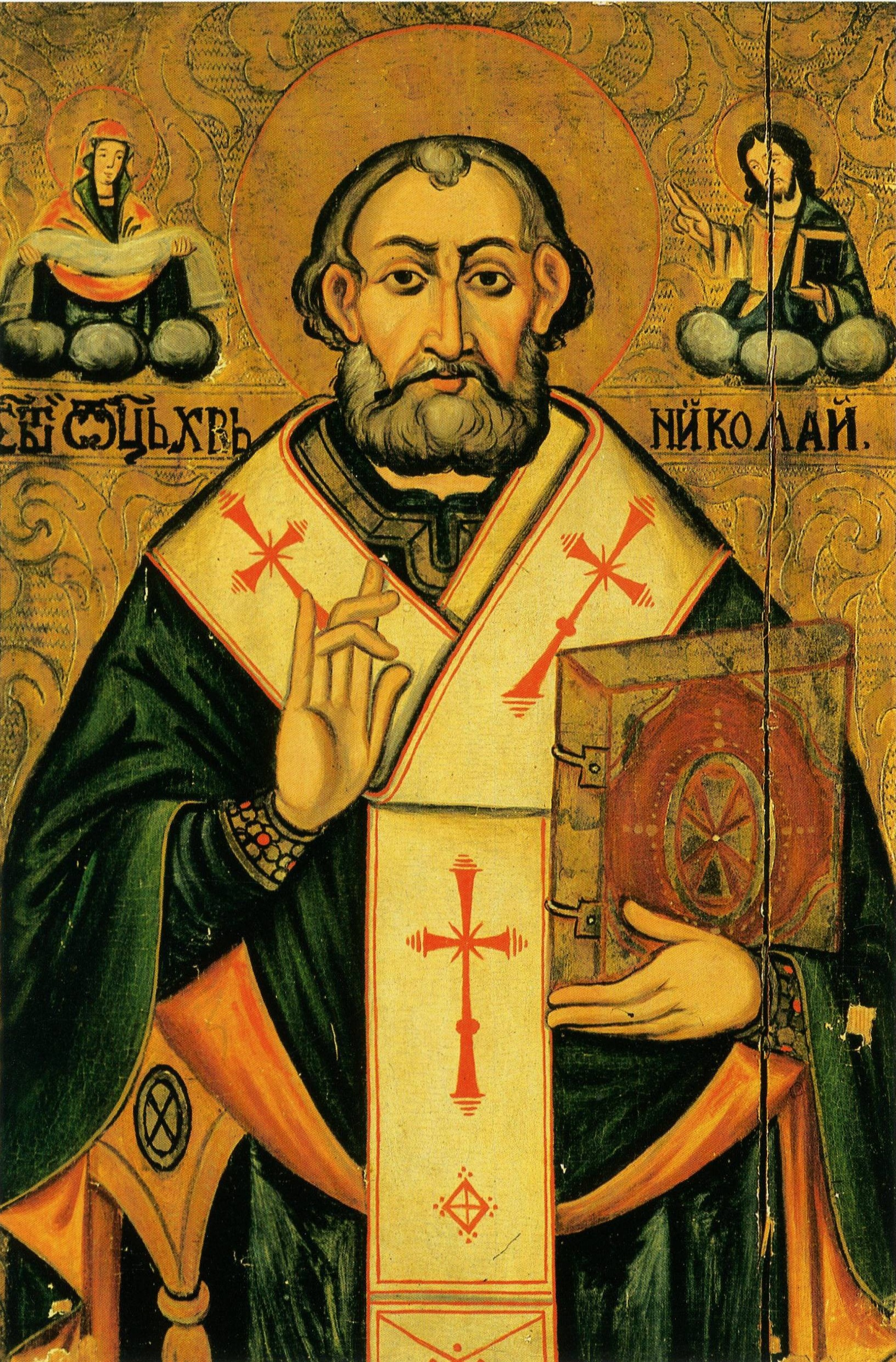
Wit-Russisch, 17e eeuw
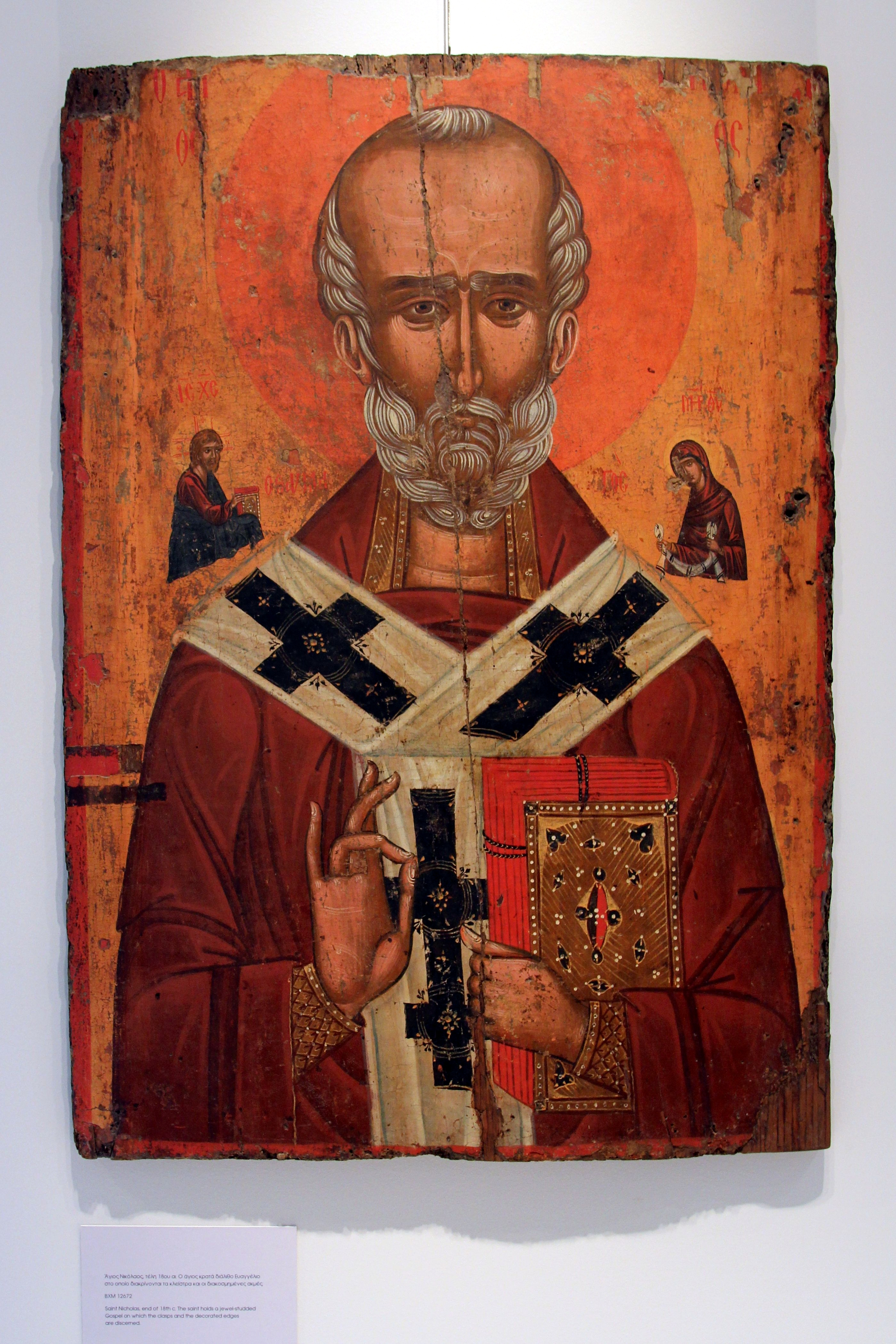
Grieks, 18e eeuw
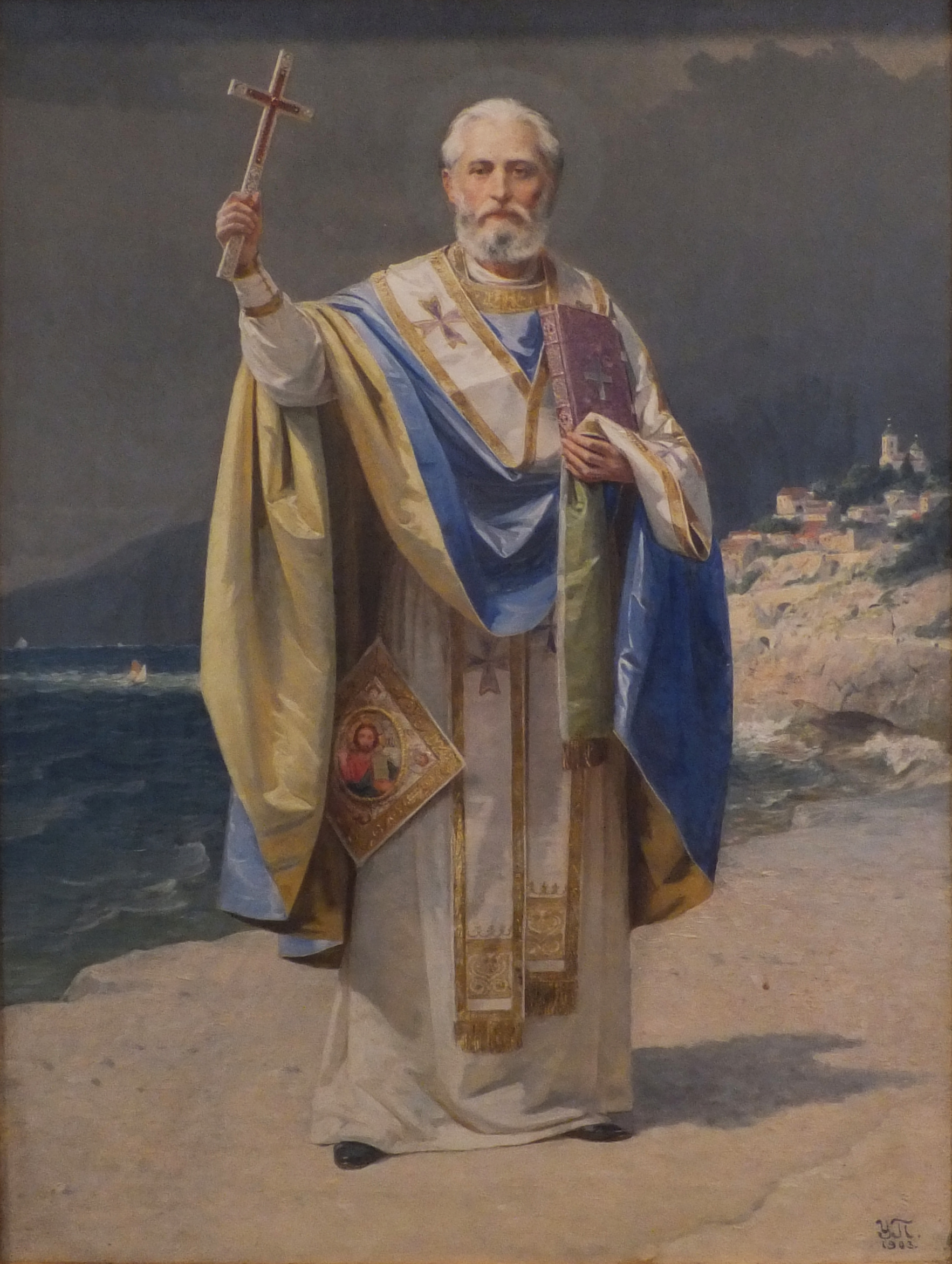
Servisch, 20e eeuw

## Trivia
- Nicolaas van Myra wordt ten onrechte vereenzelvigd met Nicolaas van Sion (waarschijnlijk gestorven op 10 december 564), een abt uit Sion en later bisschop van Pinara in Lycië.[39] Het is door gebrek aan bronnen onduidelijk aan welke van de twee mannen de verschillende overleveringen moeten worden toegeschreven.